# Jim Croce
Jim Croce, właśc. James Joseph Croce (ur. 10 stycznia 1943 w Filadelfii, zm. 20 września 1973 w Natchitoches) – amerykański piosenkarz i kompozytor.
Zasłynął głównie z nastrojowych ballad. Zginął w katastrofie lotniczej w wieku 30 lat, będąc u szczytu swojej kariery, w dzień po ukończeniu swojego najnowszego albumu I Got a Name. Największe jego przeboje to: „Time in a Bottle” (1973) i „Bad, Bad Leroy Brown” (1973).

## Dyskografia

### Albumy studyjne i koncertowe
- 1966 – Facets
- 1969 – Jim & Ingrid Croce (razem z Ingrid Croce)
- 1972 – You Don’t Mess Around with Jim
- 1973 – Life and Times
- 1973 – I Got a Name
- 1975 – Down the Highway
- 1975 – The Faces I’ve Been
- 1989 – Jim Croce Live: The Final Tour
- 2003 – Home Recordings: Americana
- 2006 – Have You Heard – Jim Croce Live

### Albumy składankowe
- 1974 – Photographs & Memories: His Greatest Hits
- 1976 – Time in a Bottle: Jim Croce’s Greatest Love Songs
- 1978 – Bad, Bad Leroy Brown: Jim Croce’s Greatest Character Songs
- 1992 – The 50th Anniversary Collection – 2 CD
- 1994 – 24 Karat Gold in a Bottle
- 1999 – The Definitive Collection: Time in a Bottle – 2 CD
- 1999 – Words and Music
- 2004 – Classic Hits

### Single
- 1972 – „You Don’t Mess Around with Jim” (US#8)
- 1972 – „Operator (That’s Not the Way It Feels)” (US#17)
- 1973 – „One Less Set of Footsteps” (US#37)
- 1973 – „Bad, Bad Leroy Brown” (US#1)
- 1973 – „I Got a Name” (US#10)
- 1973 – „Time in a Bottle” (US#1)
- 1973 – „It Doesn’t Have To Be That Way” (US#64)
- 1974 – „I’ll Have To Say I Love You in a Song” (US#9)
- 1974 – „Workin’ at the Car Wash Blues” (US#32)
- 1975 – „Chain Gang Medley” (US#63)
- 1976 – „Mississippi Lady” (US#110)